# Heterosternuta ohionis
Heterosternuta ohionis är en skalbaggsart som först beskrevs av Henry Clinton Fall 1917.  Heterosternuta ohionis ingår i släktet Heterosternuta och familjen dykare. Inga underarter finns listade i Catalogue of Life.